# Miriam Oremans
Miriam Oremans (Berlicum, Sint-Michielsgestel, Brabant del Nord, 9 de setembre de 1972) és una tennista professional neerlandesa retirada. En el seu palmarès destaquen una medalla d'argent en categoria de dobles femenins en els Jocs Olímpics de Sydney 2000 fent parella amb Kristie Boogert. Durant la seva trajectòria no va guanyar cap títol individual però si tres en dobles. Fou finalista en categoria mixta de Wimbledon fent parella amb Jacco Eltingh.

## Torneigs de Grand Slam

### Dobles mixts: 1 (0−1)
| Resultat  | Núm. | Any  | Torneig   | Parella       | Oponents                 | Marcador    |
| --------- | ---- | ---- | --------- | ------------- | ------------------------ | ----------- |
| Finalista | 1.   | 1992 | Wimbledon | Jacco Eltingh | Cyril Suk Larisa Neiland | 7−6(2), 6−2 |

## Jocs Olímpics

### Dobles
| Any  | Campionat                        | Parella         | Oponents                       | Resultat |
| ---- | -------------------------------- | --------------- | ------------------------------ | -------- |
| 2000 | Jocs Olímpics, Sydney, Austràlia | Kristie Boogert | Serena Williams Venus Williams | 1−6, 1−6 |

## Palmarès: 4 (0−3−1)

### Individual: 5 (0−5)
| Llegenda                     |
| ---------------------------- |
| Grand Slam (0−0)             |
| WTA Tour Championships (0−0) |
| Tier I (0−0)                 |
| Tier II (0−1)                |
| Tier III (0−3)               |
| Tier IV (0−1)                |
| Tier V (0−0)                 |

| Títols per superfície |
| --------------------- |
| Dura (0−1)            |
| Gespa (0−4)           |
| Terra batuda (0−0)    |

| Resultat  | Núm. | Data                 | Torneig                 | Superfície | Oponent en la final  | Marcador      |
| --------- | ---- | -------------------- | ----------------------- | ---------- | -------------------- | ------------- |
| Finalista | 1.   | 19 de juny de 1993   | Eastbourne, Regne Unit  | Gespa      | Martina Navrátilová  | 6−2, 2−6, 3−6 |
| Finalista | 2.   | 22 de juny de 1997   | Rosmalen, Països Baixos | Gespa      | Ruxandra Dragomir    | 7−5, 2−6, 4−6 |
| Finalista | 3.   | 15 de juny de 1998   | 's-Hertogenbosch (2)    | Gespa      | Julie Halard-Decugis | 3−6, 4−6      |
| Finalista | 4.   | 23 d'octubre de 2000 | Bratislava, Eslovàquia  | Dura (i)   | Dája Bedáňová        | 1−6, 7−5, 3−6 |
| Finalista | 5.   | 11 de juny de 2001   | Birmingham, Regne Unit  | Gespa      | Nathalie Tauziat     | 3−6, 5−7      |

### Dobles: 12 (3−9)
| Llegenda                     |
| ---------------------------- |
| Grand Slam (0−0)             |
| Jocs Olímpics Argent (1)     |
| WTA Tour Championships (0−0) |
| Tier I (0−1)                 |
| Tier II (1−1)                |
| Tier III (1−4)               |
| Tier IV (1−2)                |
| Tier V (0−0)                 |

| Títols per superfície |
| --------------------- |
| Dura (1−5)            |
| Gespa (1−1)           |
| Terra batuda (0−2)    |
| Moqueta (1−1)         |

| Resultat   | Núm. | Data                   | Torneig                          | Superfície   | Parella          | Oponents en la final                    | Marcador            |
| ---------- | ---- | ---------------------- | -------------------------------- | ------------ | ---------------- | --------------------------------------- | ------------------- |
| Guanyadora | 1.   | 16 de febrer de 1992   | Linz, Àustria                    | Dura (i)     | Monique Kiene    | Claudia Porwik Raffaella Reggi-Concato  | 6−4, 6−2            |
| Finalista  | 1.   | 28 de maig de 1995     | Estrasburg, França               | Dura (i)     | Sabine Appelmans | Lindsay Davenport Mary Joe Fernández    | 2−6, 3−6            |
| Finalista  | 2.   | 25 de maig de 1996     | Madrid, Espanya                  | Terra batuda | Sabine Appelmans | Jana Novotná Arantxa Sánchez Vicario    | 6−7, 2−6            |
| Finalista  | 3.   | 6 d'octubre de 1996    | Leipzig, Alemanya                | Moqueta      | Sabine Appelmans | Kristie Boogert Nathalie Tauziat        | 4−6, 4−6            |
| Finalista  | 4.   | 29 de març de 1997     | Miami, Estats Units              | Dura         | Sabine Appelmans | Arantxa Sánchez Vicario Natasha Zvereva | 2−6, 3−6            |
| Guanyadora | 2.   | 15 de febrer de 1998   | París, França                    | Moqueta (i)  | Sabine Appelmans | Anna Kúrnikova Larisa Neiland           | 1−6, 6−3, 7−6       |
| Guanyadora | 3.   | 21 de juny de 1998     | 's-Hertogenbosch, Països Baixos  | Gespa        | Sabine Appelmans | Cătălina Cristea Eva Melicharová        | 6−7, 7−6, 7−6       |
| Finalista  | 5.   | 1 d'octubre de 2000    | Jocs Olímpics, Sydney, Austràlia | Dura         | Kristie Boogert  | Venus Williams Serena Williams          | 1−6, 1−6            |
| Finalista  | 6.   | 18 de febrer de 2001   | Doha, Qatar                      | Dura         | Kristie Boogert  | Sandrine Testud Roberta Vinci           | 5−7, 6−7(4)         |
| Finalista  | 7.   | 19 de maig de 2001     | Anvers, Bèlgica                  | Terra batuda | Kristie Boogert  | Els Callens Virginia Ruano Pascual      | 3−6, 6−3, 4−6       |
| Finalista  | 8.   | 18 de juny de 2001     | 's-Hertogenbosch                 | Gespa        | Kim Clijsters    | Ruxandra Dragomir Nadia Petrova         | 6−7(5), 7−6(4), 4−6 |
| Finalista  | 9.   | 30 de desembre de 2001 | Gold Coast, Austràlia            | Dura         | Åsa Svensson     | Meghann Shaughnessy Justine Henin       | 1−6, 6−7(6)         |

### Dobles mixts: 1 (1−0)
| Resultat   | Núm. | Data | Torneig               | Superfície | Parella       | Oponents en la final     | Marcador    |
| ---------- | ---- | ---- | --------------------- | ---------- | ------------- | ------------------------ | ----------- |
| Guanyadora | 1.   | 1992 | Wimbledon, Regne Unit | Gespa      | Jacco Eltingh | Cyril Suk Larisa Neiland | 7−6(2), 6−2 |

### Equips: 1 (0−1)
| Resultat  | Núm. | Data                    | Torneig                                         | Superfície  | Equip                                                | Oponents en la final                                         | Marcador |
| --------- | ---- | ----------------------- | ----------------------------------------------- | ----------- | ---------------------------------------------------- | ------------------------------------------------------------ | -------- |
| Finalista | 1.   | 4 − 5 d'octubre de 1997 | Copa Federació, 's-Hertogenbosch, Països Baixos | Moqueta (i) | Manon Bollegraf Brenda Schultz-McCarthy Caroline Vis | Alexandra Fusai Mary Pierce Nathalie Tauziat Sandrine Testud | 1−4      |